# Lijst van kerken in Medemblik
Deze (incomplete) lijst bevat een overzicht van de kerkgebouwen in de Nederlandse gemeente Medemblik, Noord-Holland.
| Kerk                      | Adres             | Plaats         | Originele functie     | Huidige functie                            | Bijzonderheden | Foto |
| ------------------------- | ----------------- | -------------- | --------------------- | ------------------------------------------ | --- | ---- |
| Hervormde kerk            | Dorpsstraat 42    | Abbekerk       | Hervormde Kerk        | Ongewijzigd                                | De kerk is wit van kleur. Zowel het schip als de kerk zijn rijksmonument, maar wel elk apart. |      |
| Buurtjeskerk              | Buurtje 14        | Andijk         | Hervormde Kerk        | Restaurant                                 | In 1968 buiten gebruik genomen. De kerk is daarna omgebouwd tot woning, om later tot restaurant verbouwd te worden. |      |
| Gereformeerde kerk        | Middenweg 4       | Andijk         | Gereformeerde Kerk    | Ongewijzigd                                | Kerk is gebouwd naar ontwerp van Egbert Reitsma in een trant van de Amsterdamse School, met expressionistische en neogotische elementen. Vanwege de vele kleuren en het formaat wordt de kerk ook wel de Gereformeerde kathedraal genoemd                |      |
| Doopsgezinde vermaning    | Tuinstraat 7      | Medemblik      | Doopsgezinden         | Ongewijzigd                                | De schuilkerk is een rijksmonument |      |
| Gereformeerde kerk        | Meerlaan 19       | Medemblik      | Gereformeerde Kerk    | Geluidsstudio                              | Kerk is in 1995 buiten gebruik gesteld. |      |
| Bonifaciuskerk            | Kerkplein         | Medemblik      | Rooms-Katholieke Kerk | Protestantisme                             | Het gebouw is ondanks twee branden grotendeels bewaard gebleven. De toren is ouder dan het schip en zakt sinds de tweede helft van de 19e eeuw meer en meer scheef.                                                                                      |      |
| Sint-Martinuskerk         | Ridderstraat 5    | Medemblik      | Rooms-Katholieke Kerk | Ongewijzigd                                | De kerk is tijdens de Tweede Wereldoorlog beschadigd geraakt. Tijdens de bevrijding door de Geallieerden raakten de dakruiter onherstelbaar beschadigd.                                                                                                  |      |
| Evangelisch lutherse kerk | Westerhaven 18    | Medemblik      | Lutherse Kerk         | Gebouwd in 1665, buiten gebruik sinds 1962 | Voormalige schuilkerk, pand is een rijksmonument |      |
| Sint-Cunerakerk           | Dorpsstraat 53    | Nibbixwoud     | Rooms-Katholieke Kerk | Ongewijzigd                                | Ontwerp van Adrianus Bleijs |      |
| Gerardus Majellakerk      | Nes 134           | Onderdijk      | Rooms-Katholieke Kerk | ongewijzigd                                | |      |
| Toeristenkerk             | Zeedijk           | Onderdijk      |                       |                                            | Sinds 2015 gesloten als kerk. |      |
| Hervormde Kerk            | Oosteinde 44      | Oostwoud       | Hervormde Kerk        | ongewijzigd                                | |      |
| Hervormde kerk            | Westerstraat 42   | Sijbekarspel   | Hervormde Kerk        | ongewijzigd                                | Kerk en toren zijn aparte rijksmonumenten |      |
| Doopsgezinde vermaning    | Dorpsweg 149K     | Twisk          | Doopsgezinden         | Ongewijzigd                                | Gebouw is een rijksmonument |      |
| Hervormde kerk            | Dorpsweg 121      | Twisk          | Hervormde Kerk        | ongewijzigd                                | Kerk en toren zijn twee aparte rijksmonumenten. |      |
| Sint-Werenfriduskerk      | Dorpsstraat 71    | Wervershoof    | Rooms-Katholieke Kerk | Ongewijzigd                                | De toren staat uit het lood en leunt daardoor weg van het schip naar het zuidoosten |      |
| Hervormde kerk            | Raadhuisstraat 15 | Wognum         | Hervormde Kerk        | ongewijzigd                                | Het koor is aanzienlijk hoger dan het schip. De kerk staat op de fundamenten van een voorgaande tufstenen kerk. De tufstenen in de huidige kerk zijn hergebruikt. In de kerk bevindt zich een houtsnijwerk dat aan Johannes Kinnema toegeschreven wordt. |      |
| Voormalige Hiëronymuskerk | Kerkstraat 60     | Wognum         | Rooms-Katholieke Kerk | Gesloopt                                   | |      |
| Hiëronymuskerk            | Kerkweg 1         | Wognum         | Rooms-Katholieke Kerk | Ongewijzigd                                | |      |
| Sint-Jozefkerk            | Zwaagdijk 186     | Zwaagdijk-Oost | Rooms-Katholieke Kerk | Ongewijzigd                                | |      |